# Por Inteiro
Por Inteiro é o segundo álbum ao vivo do cantor Felipe Araújo, lançado no dia 17 de janeiro de 2019 pela gravadora Universal Music.

## Lista de faixas
| N.º | Título                                    | Compositor(es) | Duração |  |
| 1.  | "Big Bang"                                | Ayrton Bak / Daniel Rangel / Elan Rubio Borges / Lucas Fernando Martins / Marcello Henrique Damasio de Souza                                            | 3:16    |  |
| 2.  | "Atrasadinha" (feat. Ferrugem)            | Diego Barão / Léo Brandão / Wynnie Nogueira | 2:52    |  |
| 3.  | "Saudade Pega"                            | Gabriel Agra / Philipe Pancadinha / Thales Lessa / Victor Hugo                                                                                          | 2:55    |  |
| 4.  | "Como Eu Te Amo / Tudo de Novo"           | Bruno / Marinho Marcos / Priscila Barucci; César Augusto / César Rossini                                                                                | 3:49    |  |
| 5.  | "Cama Desocupada"                         | Blener Maycom / Waléria Leão | 2:47    |  |
| 6.  | "Minha Vontade"                           | Michel Alves / Ruan Soares / Suellen Aloni | 2:59    |  |
| 7.  | "Espaçosa Demais"                         | Bruno Mandioca / Henrique Castro / Welvis Elan | 2:59    |  |
| 8.  | "Ainda Sou Tão Seu"                       | Gabriel Agra / Thales Lessa | 2:45    |  |
| 9.  | "Inventa Algum Sentimento"                | Felipe Araújo / Thales Lessa / Waléria Leão | 2:56    |  |
| 10. | "Para de Graça"                           | Brunão / Diego Silveira / Lari Ferreira / Nicolas Damasceno / Rafael Borges                                                                             | 2:44    |  |
| 11. | "Aerocorpo" (feat. Léo Santana)           | Daniel Rangel / Denner Ferrari / Felipe Goffi / Isabella Resende                                                                                        | 2:37    |  |
| 12. | "Amor Rima Com Dor"                       | Bruno Mandioca / Rafael Quadros / Thales Lessa / Waléria Leão                                                                                           | 2:44    |  |
| 13. | "A Mala é Falsa"                          | Bruno Mandioca / Maykow Mello / Thales Lessa | 3:02    |  |
| 14. | "Bêbado Mais Bêbado"                      | Felipe Araújo / Thales Lessa / Waléria Leão | 2:46    |  |
| 15. | "Já Me Conformei (Parei de Beber)"        | Danilo Davilla | 2:28    |  |
| 16. | "Deixa Eu Te Perguntar"                   | Gustavo Alves / Henrique Castro / Montenegro / Welvis Elan                                                                                              | 2:47    |  |
| 17. | "Amor Vencido"                            | Lari Ferreira / Michel Alves / Ruan Soares | 2:58    |  |
| 18. | "Deixa Ela Achar"                         | Dani Lima / Rafaela Miranda / Rayane Santo | 3:05    |  |
| 19. | "Amor da Sua Cama"                        | Felipe Araújo / Thales Lessa / Waléria Leão | 3:11    |  |
| 20. | "Breguinha"                               | Day / Diego Barão / Rafinha RSQ / Waléria Leão | 2:23    |  |
| 21. | "Namorar Nóis Não Namora (Cada Indireta)" | Diego Ferrari / Ewerton Matos / Guilherme Ferraz / Gustavo Baia / Lauryane Borges / Matheus Neves / Paulo Pires / Ray Antônio / Sando Neto / Vitor Alla | 2:45    |  |